# アール・ブラウン
アール・ブラウン（Earle Brown, 1926年12月26日 - 2002年7月2日）はアメリカ合衆国の作曲家。

## 経歴
1926年、マサチューセッツ州生まれ。当初はジャズを目指していた。

## 作曲作品・業績
数々の新機軸のうちでも、独自の楽式観や図形記譜法によって、ほとんど独力で戦後のアメリカ現代音楽界を活気づけた。「開かれた形式」の創始者として、1980年代ニューヨークのダウンタウン楽派（ジョン・ゾーンら）に感化を及ぼした。楽曲「1952年12月（原題: 'December 1952'）」は、図形記譜法の抜本的な用法ゆえにとりわけ名高い。

### 開かれた形式
ブラウン作品の大半は、素材が作曲されているものの、演奏の順序が演奏中の指揮者や演奏者の裁量に委ねられている。しばしば音部記号が書かれないため、ピッチを好きなように決めることができるだけでなく、ページの上下を普通に読むことも、あるいは回転させて読むこともできる。どのページから始めて、どのページで終わってもよい。また、声部数も演奏者の任意の解釈が許されている。「開かれた形式」によるブラウン作品の場合、このように読譜の手順に数多くの可能性が開かれており、2度の演奏が同じことの繰り返しになることは、まずないといってよい。ブラウン自身は、開かれた形式による自作を、アレクサンダー・カルダーのモビールに関連づけている。

### 1952年12月
「1952年12月」は、良くも悪くもおそらく最も有名なブラウン作品であろう。この作品は、『フォリオ 'Folio'』と題された曲集（いずれの楽曲も図形記譜法が用いられている）のひとつである。さまざまな幅の水平線や垂線ばかりが譜面いっぱいに描かれ、楽譜というより、さながらモンドリアンの抽象画を髣髴させる。演奏家の役割は、楽譜を視覚的に捉えて、図示された情報を音楽に読み替えることである。このように「1952年12月」は、記譜法の歴史に画期的な局面をもたらした作品なのである。